# Sunetta solanderii
Sunetta solanderii is een tweekleppigensoort uit de familie van de Veneridae. De wetenschappelijke naam van de soort is voor het eerst geldig gepubliceerd in 1825 door Gray.